# Henri-Léon Champagne
Henri-Léon Champane (dit Champagne) (né le 21 avril 1898 à Varsovie, mort le 28 août 1948 à Paris) est un rabbin français du XXe siècle, originaire de Pologne.

## Éléments biographiques
Henri-Léon Champagne est né à Varsovie, en Pologne le 21 avril 1898.
Sa famille émigre en France en 1900.
Il fait ses études rabbiniques au Séminaire Israélite de France à Paris de 1916 à 1921. Il est diplômé rabbin en décembre 1921.
De 1921 à 1925, il est rabbin de Châlons-sur-Marne.
Il obtient sa naturalisation française en 1922.
De 1925 à 1927, il est rabbin de Lunéville, puis de 1927 à 1936, le rabbin de Belfort.
En 1935, il est nommé aumônier militaire au 17e corps d'armée (France).
En cette même année 1935, il devient officier dans l'Ordre des Palmes académiques.
Il devient ensuite en 1936 et jusqu'en 1938, rabbin à Paris, à la Synagogue Chasseloup-Laubat. En 1938, il devient rabbin de la Synagogue de la rue des Tournelles.
En juillet 1940, il est affecté à la 9e région militaire à Châteauroux. Il est démobilisé en octobre 1940.
En tant que rabbin, il exerce à Châteauroux, puis à Saint-Étienne, et fait de fréquents séjours à Lyon, où le Consistoire central est replié.
En mars 1946, il est nommé Chevalier de la Légion d'honneur[réf. souhaitée].
A La Libération, il retourne à son poste de rabbin de la Synagogue des Tournelles, jusqu'à son décès, le 28 août 1948.
Le grand rabbin de Paris Julien Weill fait son éloge funèbre.
Le rabbin David Feuerwerker lui succède comme rabbin aux Tournelles.
Vu l'état du judaïsme français à la fin de la guerre, le grand rabbin Julien Weill fait partie d'un groupe qui se penche sur la question de l'introduction du français dans les prières. Ce groupe inclut: Georges Wormser, le grand rabbin Maurice Liber, le rabbin Henri-Léon Champagne, Robert Gamzon, Edmond Fleg et Léon Meiss.